# Una ragazza molto brutta
Una ragazza molto brutta (The Girl Most Likely To...) è un film per la televisione del 1973 scritto da Joan Rivers e diretto da Lee Philips.

## Trama
Miriam Knight è una giovane dalla grande intelligenza, ma è allo stesso tempo "una ragazza molto brutta"; respinta e offesa da numerosi ragazzi e dal proprio amico d'infanzia, oltre che perseguitata dalla compagna di stanza, decide di prendere una decisione estrema e suicidarsi. Miracolosamente però si salva, e i medici decidono anche di sottoporla a un intervento chirurgico che la rende una fanciulla bellissima.
Miriam decide così di vendicarsi su tutti coloro che l'avevano maltrattata, indossando vari travestimenti e uccidendoli in maniera spesso estremamente comica; l'agente incaricato della risoluzione del caso, il poliziotto Ralph Varone - che aveva conosciuto Miriam già prima dell'intervento - si innamora di lei, e decide infine di sposarla, malgrado la ragazza debba affrontare qualche anno di prigione.